# Samuel von Cocceji
Samuel von Cocceji, född 20 oktober 1679, död 4 oktober 1755, var en tysk rättslärd och statsman.
von Cocceji blev professor i Frankfurt an der Oder 1702, justitieminister 1738 och storkansler hos Fredrik II av Preussen 1747. Redan som professor var han rastlös i sin iver till förändringar, och som minister startade han en storslagen reform av Preussens rättsväsen, med stöd av kungen. Preussens processordning av 1740 var von Coccejis verk och han utarbetade det förslag till civillag, som bär Fredrik II:s namn.